# 天草市立有明中学校
天草市立有明中学校（あまくさしりつ ありあけちゅうがっこう）は、熊本県天草市有明町赤崎にある公立の中学校。

## 概要
歴史
2004年（平成16年）に当時の天草郡有明町立の中学校2校（有明東・有明西）を統合の上開校。現校名となったのは2006年（平成18年）。2024年（令和6年）には創立20周年を迎えた。
校訓
「健康・協力・創造」
校章
中央に「中」の文字を配している。ハートマークが入っているのが特徴的である。
校歌
作詞は濱名志松、作曲は出田敬三による。歌詞は3番まであり、各番に校名の「有明中学校」が登場する。
通学区域
天草市のうち「有明町」。天草市立有明小学校区。

## 沿革
旧・有明東中学校

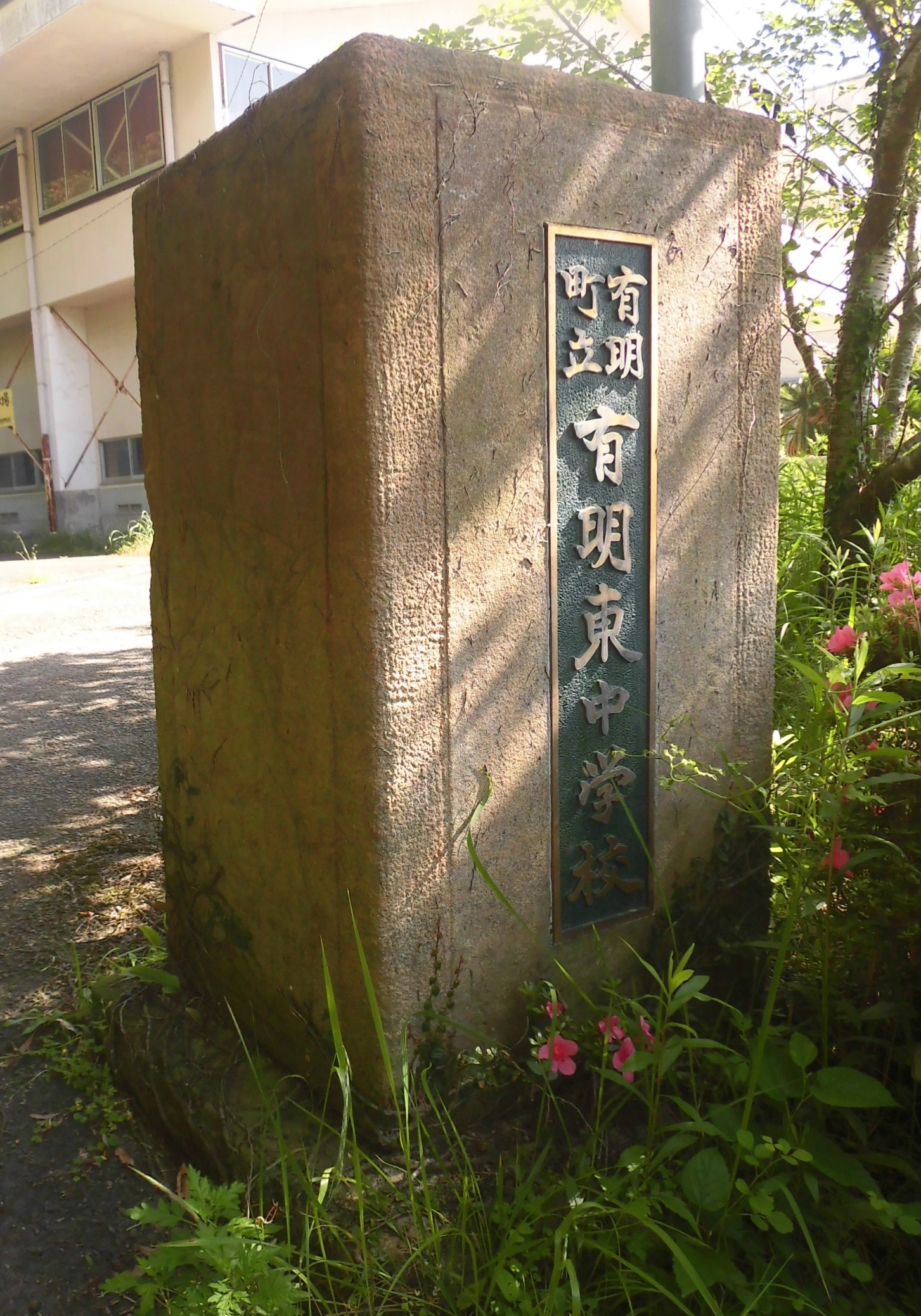
有明東中 校門門柱
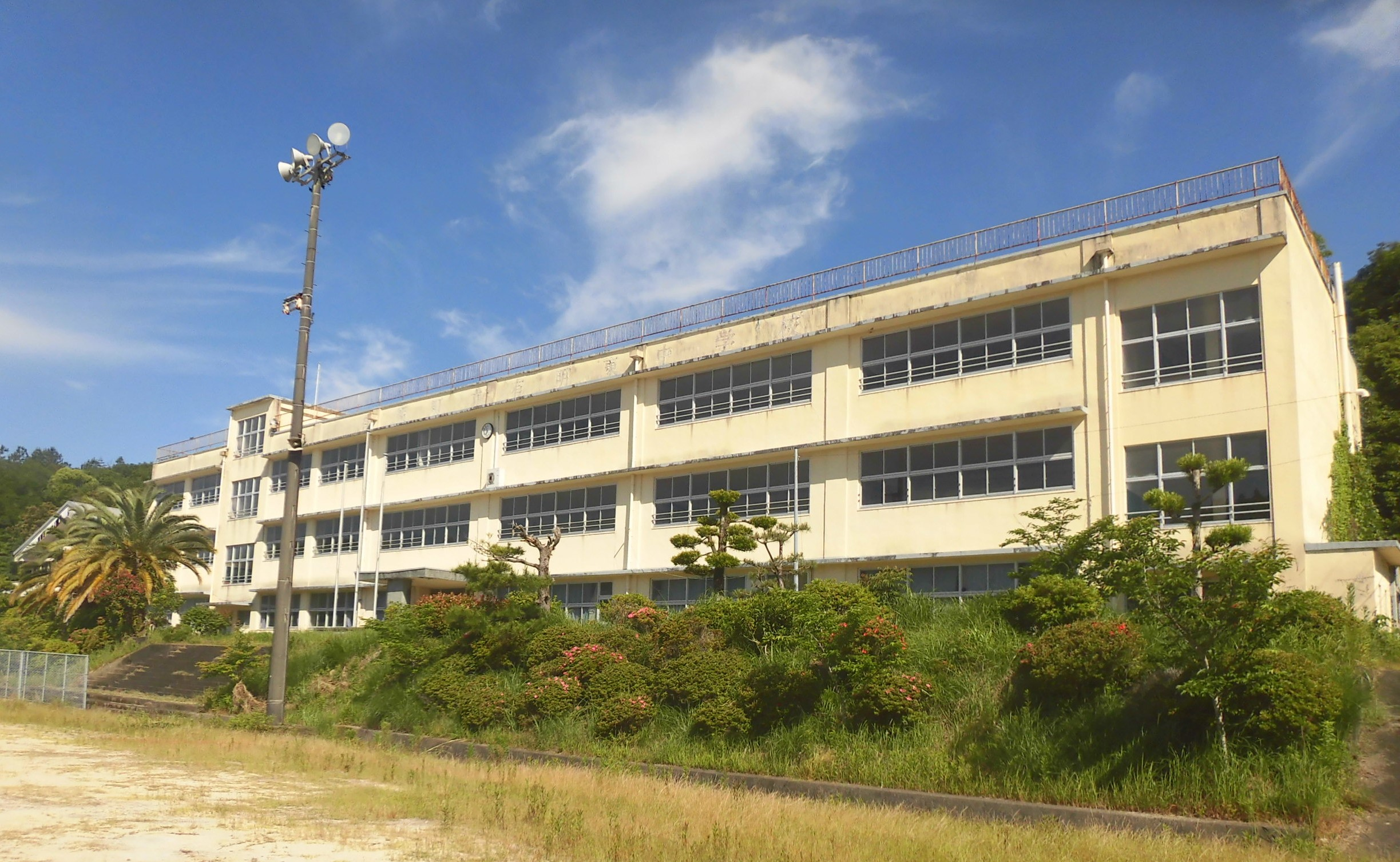
有明東中 校舎
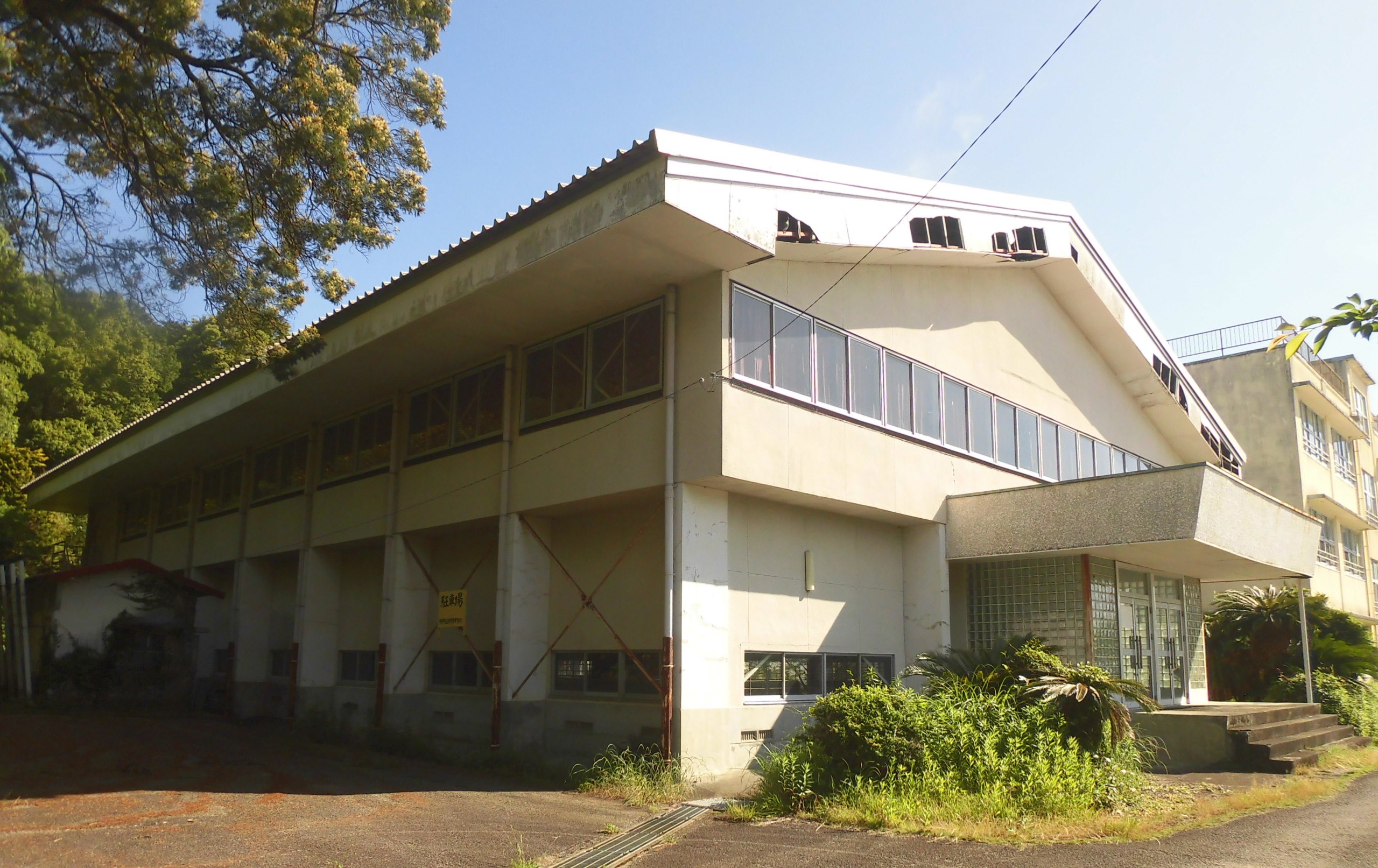
有明東中 体育館
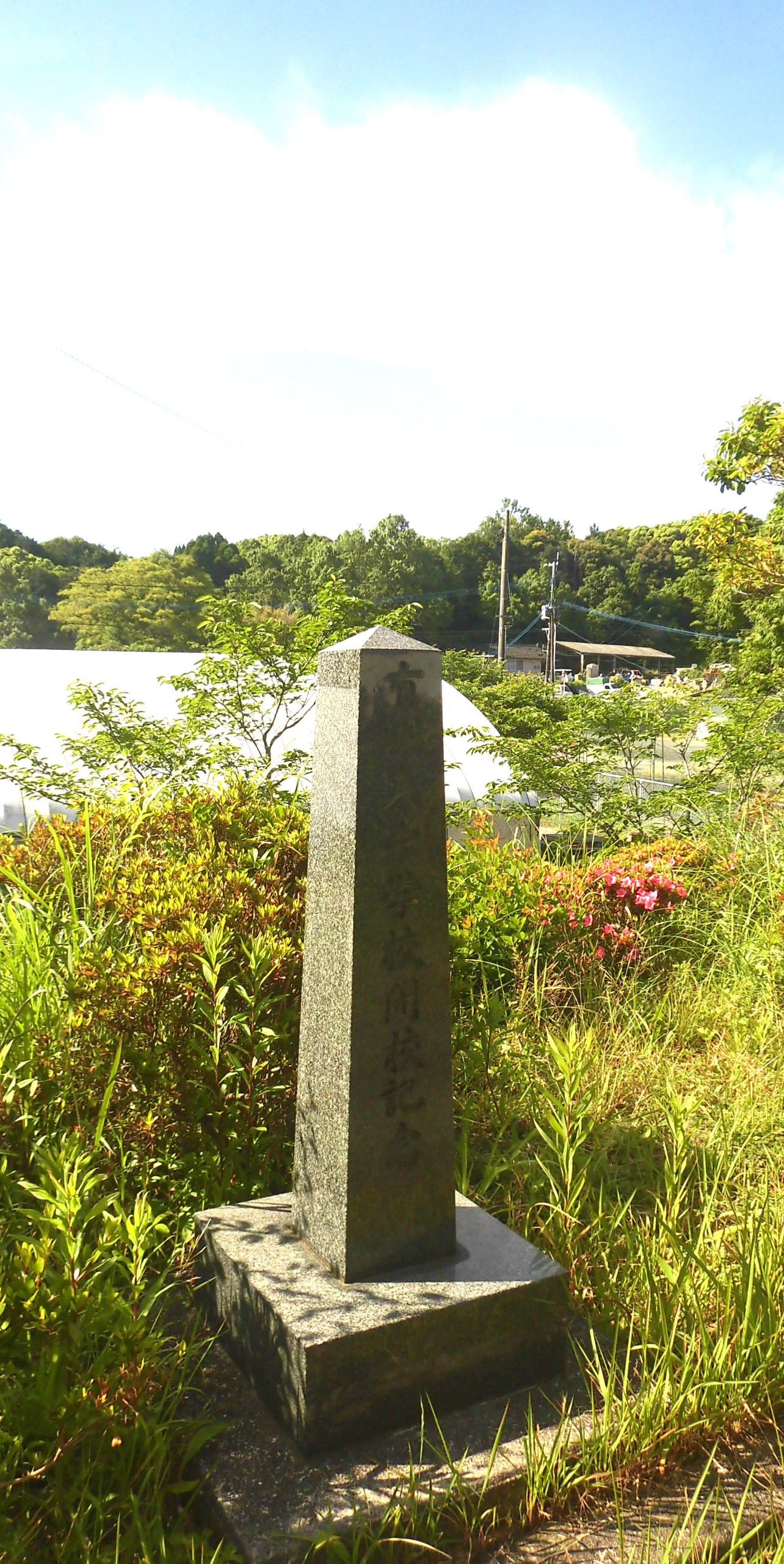
有明東中 閉校記念碑

- 1947年（昭和22年）4月 - 学制改革により、以下の新制中学校3校が発足。
  - 「大浦須子楠甫三ヶ村学校組合立 大楠中学校」
  - 「須子村立須子中学校」（須子村立須子小学校に併設）
  - 「赤崎村立赤崎中学校」（赤崎村立赤崎小学校に併設）
- 1948年（昭和23年）- 大楠中学校が分教場2箇所（大浦・楠甫）を設置。
- 1951年（昭和26年）- 大浦分教場、楠甫分教場が大楠中学校本校に統合される。
- 1956年（昭和31年）6月1日 - 天草郡7村の合併により「有明村」が発足。
  - 「有明村立大楠中学校」
  - 「有明村立須子中学校」
  - 「有明村立赤崎中学校」
- 1958年（昭和33年）1月1日 - 有明村が町制施行し「有明町」が発足。
  - 「有明町立大楠中学校」
  - 「有明町立須子中学校」
  - 「有明町立赤崎中学校」
- 1962年（昭和37年）- 上記中学校3校（大楠・須子・赤崎）が統合し、「有明町立有明東中学校」となる。
- 2004年（平成16年）3月31日 - 有明町立有明中学校への統合により閉校。42年の歴史に幕を閉じる。
  - 校訓 -「誠実・創造・健康[4]」
  - 校章 - 中央に校名の「東中」の文字（縦書き）を配している[4]。
  - 校歌 - 作詞は濱名志松、作曲は滝本泰三による。歌詞は3番まであり、各番の歌詞中に校名の「有明東中学校」が登場する[4]。
  - 最終所在地（有明東中学校）- 熊本県天草郡有明町大浦3622番地[4]（北緯32度31分26.8秒 東経130度21分19.3秒 / 北緯32.524111度 東経130.355361度）

- 有明東中
校門門柱
- 有明東中
校舎
- 有明東中
体育館
- 有明東中
閉校記念碑

旧・有明西中学校
- 1947年（昭和22年）4月 - 学制改革により、以下の新制中学校2校が発足。
  - 「上津浦下津浦二ヶ村学校組合立浦和中学校」
  - 「島子村立島子小学校」（島子村立島子小学校に併設）
- 1956年（昭和31年）6月1日 - 天草郡7村の合併により「有明村」が発足。
  - 「有明村立浦和中学校」
  - 「有明村立島子中学校」
- 1958年（昭和33年）1月1日 - 有明村が町制施行し「有明町」が発足。
  - 「有明町立浦和中学校」
  - 「有明町立島子中学校」
- 1964年（昭和39年）- 上記中学校2校（浦和・島子）が統合し、「有明町立有明西中学校」となる。
- 2004年（平成16年）3月31日 - 有明町立有明中学校への統合により閉校。40年の歴史に幕を閉じる。
  - 校訓 -「健康・自主・協力[5]」
  - 校章 - 中央に校名の「西中」の文字（縦書き）を配している[5]。
  - 校歌 - 作詞は濱名志松、作曲は藤枝昭俊による。歌詞は3番まであり、各番の歌詞中に校名の「有明西中学校」が登場する[5]。
  - 最終所在地（有明西中学校）- 熊本県天草郡有明町下津浦3001番地[5]（北緯32度29分09.2秒 東経130度17分23.9秒 / 北緯32.485889度 東経130.289972度）

統合・有明中学校
- 2004年（平成16年）4月1日 - 上記中学校2校（有明東・有明西）が統合の上、「有明町立有明中学校」となる。
- 2006年（平成18年）3月27日 - 「天草市立有明中学校」（現校名）に改称。
  - 所在地（有明中学校）- 熊本県天草郡有明町赤崎3383番地（北緯32度30分42.5秒 東経130度18分46.8秒 / 北緯32.511806度 東経130.313000度）

## 交通アクセス
最寄りのバス停留所
- 九州産交バス「有明支所前」停留所

最寄りの幹線道路
- 国道324号

## 周辺
- 天草市役所有明支所
- 天草市立有明小学校
- 天草広域連合消防本部 中央消防署 有明分署
- 赤崎郵便局
- JAあまくさ東支所
- 四郎ヶ浜
- 島原湾